# Yang Ling
Yang Ling (杨凌S, Yáng LíngP; Pechino, 24 maggio 1968) è un tiratore a segno cinese.

## Palmarès

### Olimpiadi
- 2 medaglie:
  - 2 ori (Atlanta 1996 nei 10 metri bersaglio mobile; Sydney 2000 nei 10 metri bersaglio mobile)